# Banco Adopem
El Banco Adopem (oficialmente Banco de Ahorro y Crédito Adopem, S.A.) es una institución financiera de capital privado de la República Dominicana especializada en microfinanzas. Fue fundado por Mercedes Socorro en 2004, actual presidente ejecutiva. El presidente del consejo administrativo es José Antonio Colomer y su vicepresidente es Elba Mercedes Pimentel de Canalda.
Con 73 sucursales distribuidas por todo el país, el Banco a Adopem es uno de los principales bancos privados de la nación.

### Historia
Su origen se remonta a la Asociación Dominicana para el Desarrollo de la Mujer (Adopem), una organización sin fines de lucro creada en 1982 con el propósito de promover el desarrollo socioeconómico de las mujeres dominicanas a través de programas de microcréditos y capacitación.
En 2004, Adopem estableció Banco Adopem como una entidad bancaria especializada en microfinanzas. Desde entonces, el banco ha desempeñado un papel en la promoción del desarrollo económico y social en la República Dominicana, especialmente en comunidades rurales y urbano-marginales.
Especializado en microfinanzas, Banco Adopem se ha centrado en atender a sectores tradicionalmente excluidos del sistema bancario formal, como pequeños empresarios, microempresarios y agricultores de bajos ingresos. Ofrece una variedad de productos y servicios financieros, incluyendo microcréditos, cuentas de ahorro, seguros y remesas.